# Міхал Димітр Краєвський
Міхал Димітр Тадеуш Краєвський, псевдонім «Мєржеєвський Лев» (пол. Michał Dymitr Krajewski; нар. 8 вересня 1746, Руське воєводство, пом. 5 липня 1817, Коньське) — польський письменник, історик і освітній діяч, член Варшавського товариства друзів науки.

## Життєпис
Народився в Руському воєводстві. 22 липня 1763 р. вступив до Чину піарів у Подолинці, де взяв ім'я Димітр від св. Міхала (хрещене ім'я: Тадеуш; як письменник носив ім'я Міхал). Після закінчення новіціяту вивчав риторику (1766) і філософію (1767—1768) в Межирічі Корецькому. З 1769 викладав у колегії піарів у Варшаві. 2 роки (1771—1772) за станом здоров'я був відлучений від ордену. У 1773—1775 роках служив домашнім учителем у родині Тарновських. З 1776 р. жив у монастирському будинку в Новому Сончі. У 1777 році він влаштувався вчителем у родині Водзицьких. Після повернення до Варшави (1782) у 1783 році він обійняв посаду префекта Колегії нобіліум у Варшаві. Через рік (1784) він уже був ректором того ж Колегіуму. Тим часом він учителював (імовірно) в домах Малаховських і Бєлінських.
Він був одним із найвидатніших діячів освіти в Польщі того часу. У 1788 р. він зайняв настоятельство в Бялачові, а в 1793 р. секуляризувався і оселився парохом у Конських, а трохи пізніше отримав Келецький і Львівський каноніки. Після 1809 р. переїхав до Варшави, де вступив до Варшавського товариства друзів наук (членство від 5 квітня 1812 р.), присвятивши себе історичним дослідженням.

## Творчість
Творчість Краєвського була зосереджена на соціальних питаннях і вимогах реформ. Однією з перших його книжок була «Подолянка, вихована в природному стані, опис її життя та справ» (1784), переробка французького роману Г. Дж Дю Лоранс Imirce, ou la fille de la nature (1765). «Подоланка» започаткувала серйозну літературну полеміку і за рік мала аж 7 видань.
У 1785 році вийшла друком ще одна книга Краєвського — «Войцех Здаржинський, що описує його життя та події», фентезійний роман про долю молодого поляка, який потрапляє в утопічну країну на Місяці. Ця книга вважається першою польською книгою фантастики. У 1786 році було видано "Пані Подчашину. Другий том «Справ Войцеха Здаржинського». Цей роман вважається жіночим еквівалентом роману Ігнація Красіцького «Пан Подстолі». Героїня є прообразом польської сентиментальної героїні.
Наприкінці життя Краєвський написав історичну працю: «Історія правління Яна Казимира від р. 1656 до свого зречення в 1668 рік», другий том якого вийшов лише посмертно восени 1846 р., тоді як перший, ймовірно, був втрачений. Раніше він також написав книгу про Стефана Чарнецького під назвою «Повість Стефана Чарницького Чарнецького, воєводи київського, польного гетьмана коронного» (1787).

### Більш важливі роботи
1. Наукові ігри для дітей, що сприяють їхньому навчанню, за допомогою яких вони можуть легко навчатися: вивчення літер, складів, читання польською та французькою мовами, формування характеру, письмо, звичайні мови, історія, географія та початки арифметики [1],[1] 1777, (присвячена С. і К. Водзицьким; анонімне видання, автор згадується лише в каталозі піарів)
2. Похвала Станіслава Гієроніма Конарського[2], Варшава 1783 (анонімне видання); вид. 2 без місця видання 1809 (вже під іменем автора)
3. Подолянка, вихована в натурі, описуючи її життя і події, Варшава 1784 (анонімне видання; 4 видання); вид. далі: Львів 1784 (3 видання; сюди включено три голоси, які сперечаються з тезами роману); фрагменти передмови З. Флорчак, Л. Pszczołowska в: Люди Просвітництва про мову та стиль, т. 2, Варшава 1958; за романом Х Дж Du Laurens: Imirce, ou la fille de la nature (Париж 1765)
4. Лист подолянки, вирощеної в натурі, до подруги[3], без місця публікації (1784), відповідь Краєвського на полеміку, викликану публікацією роману «Подолянка»…
5. Войцех Здаржинський, описуючи його життя та справи, Варшава 1785 (2 видання); фрагменти передмови З. Флорчак, Л. Pszczołowska в: Люди Просвітництва про мову та стиль, т. 2, Варшава 1958; переклад Німецька (1794)
6. Пані Подчашина[4]. Том 2 справ Войцеха Здаржинського, Варшава 1786 р.
7. Оповідання Стефана на Чарнці Чарнецького, воєводи київського, польного гетьмана коронного, Варшава 1787; вид. далі: ред. Т Мостовський у: Життя відомих поляків, кн. 2, Варшава 1805, Вибір польських письменників No 10; вид. Ф С Дмоховський, Радом 1831; Лейпциг 1837; Варшава 1845; Kraków 1859[5] Biblioteka Polska № 45-46, (1-ше видання, присвячене Станіславу Августу)
8. Лешек Білий, князь Польщі, син Казимира Справедливого. У 12 книгах т. 1, Варшава 1789; вид. далі: том. 1-2[6], Варшава 1791—1792; Краків 1806; Санок 1856[7], (ред. 1 не записано Дж Рудницька; проспект твору під назвою Лешек Білий — ред. К IN. Wójcicki: Домашній архів, Варшава 1856
9. Старий у залицянні. Оригінальна комедія на три дії, написана віршами, продуктивність Варшава 23 лютого 1806 року
10. Історія правління Яна Казимира від 1656 до свого зречення в 1668 рік[8][9], з рукопису, опублікованого М Балінський, т. 1-2, Варшава 1846.

### Листи
- до С. Водзіцький 2 листи з 1814 р.; рукопис: Ossolineum, табл 11654/II.

## Виноски
1. ↑  Gry nauk dla dzieci słuzące do ułatwienia ich edukacyi, przez które łatwo nauczyć się mogą poznawania liter, syllabizowania, czytania w polskim i francuskim ięzyku, formowania charakteru, pisania, jezykow ze zwyczaiu, historyi, geografii i początków artymetyki [!] [...], wyd. 1777 {{citation}}: Cite має пустий невідомий параметр: |inventor= (довідка)
2. ↑  Pochwała Stanisława Hieronima Konarskiego, wyd. 1783 {{citation}}: Cite має пустий невідомий параметр: |inventor= (довідка)
3. ↑  , Michał Dymitr Tadeusz Krajewski, "List Podolanki wychowaney w stanie natury do swoiey przyiaciołki, wyd. 1784"
4. ↑  Pani Podczaszyna, wyd. 1786 {{citation}}: Cite має пустий невідомий параметр: |inventor= (довідка)
5. ↑  Historya Stefana na Czarncy Czarnieckiego, wojewody kijowskiego, hetmana polnego koronnego przez Michała Krajewskiego, wyd. 1859 {{citation}}: Cite має пустий невідомий параметр: |inventor= (довідка)
6. ↑  Leszek Biały xiążę polski, syn Kazimierza Sprawiedliwego, w XII księgach. T. 1, wyd. 1791 {{citation}}: Cite має пустий невідомий параметр: |inventor= (довідка)
7. ↑  Leszek Biały, książę polski, syn Kazimierza Sprawiedliwego : romans, wyd. 1856 {{citation}}: Cite має пустий невідомий параметр: |inventor= (довідка)
8. ↑  Dzieje panowania Jana Kazimierza od roku 1656 do jego abdykacji w roku 1668 . T. 1 przez Michała Krajewskiego ; wyd. z rękopisu przez Michała Balińskiego, wyd. 1846 {{citation}}: Cite має пустий невідомий параметр: |inventor= (довідка)
9. ↑  Dzieje panowania Jana Kazimierza od roku 1656 do jego abdykacji w roku 1668 . T. 2 przez Michała Krajewskiego ; wyd. z rękopisu przez Michała Balińskiego, wyd. 1846 {{citation}}: Cite має пустий невідомий параметр: |inventor= (довідка)